# Wittersheim
Wittersheim é uma comuna francesa na região administrativa de Grande Leste, no departamento Baixo Reno. Estende-se por uma área de 7,03 km². Em 2010 a comuna tinha 671 habitantes (densidade: 95,4 hab./km²).